# 菊地雄介
菊地 雄介（きくち ゆうすけ）は、日本の法学者。専門は商法、会社法、手形法小切手法。東北学院大学大学院教授。法学書院の「受験新報」誌上に判例解説の連載を持っていた。

## 略歴
- 1972年　都立国立高等学校卒業
- 1976年　中央大学法学部卒業
- 1979年　中央大学大学院法学研究科博士前期課程修了・法学修士（指導教授は高窪利一）

その後、中央大学大学院法学研究科博士後期課程に進み単位取得退学。
東北学院大学法学部助教授、同法学部教授、同法科大学院教授、同大学院法学研究科教授を歴任。

## 著作
- 『ドイツ企業法判例の展開』（共著、中央大学出版部、1996年）ISBN 4-8057-0533-7
- 『レクチャーブック会社法』（共著、法律文化社、1998年）ISBN 4-589-02086-6
- 『レクチャー新・会社法』（共著、法律文化社、2006年）ISBN 4-589-02910-3